# Kirken i Grønland
Kirken i Grønland (Grønlandsk: Ilagiit, bogstaveligt: "Menigheden") eller Grønlands Stift er den offentlige kirke i Grønland. 
Kirken i Grønland er et af de 11 stifter (bispedømmer) i den danske folkekirke, men hører til under Grønlands Hjemmestyre både med hensyn til lovgivning og finansiering. Den grønlandske kirke adskiller sig dermed fra Folkekirken på Færøerne, som den 29. juli 2007 blev udskilt fra den danske folkekirke for at blive en selvstændig folkekirke.
Kirken blev etableret 1. april 1905, da Lov om Grønlands Kirke og Skole trådte i kraft. Statussen som eget stift, med egen biskop i Nuuk fik det 6. maj 1993 da Lov om Kirken i Grønland blev vedtaget. Loven trådte i kraft 1. november samme år. Loven angiver også at Vor Frelser Kirke i Nuuk (Godthåb) er Grønlands nye domkirke.

## Eksterne  henvisninger
- Officiel hjemmeside
- Lov om Grønlands Kirke og Skole (Webside ikke længere tilgængelig) (grønlandsk)
- Information om de danske stifter fra Kirkeministeriet Arkiveret 22. december 2007 hos  Wayback Machine